# Táldom
Táldom (del ruso: Талдом) es una ciudad del óblast de Moscú, en Rusia, centro admisnitrativo del raión homónimo. Está situada a 110 km al norte de Moscú. Su población alcanzaba los 12.321 habitantes en 2009.

## Historia

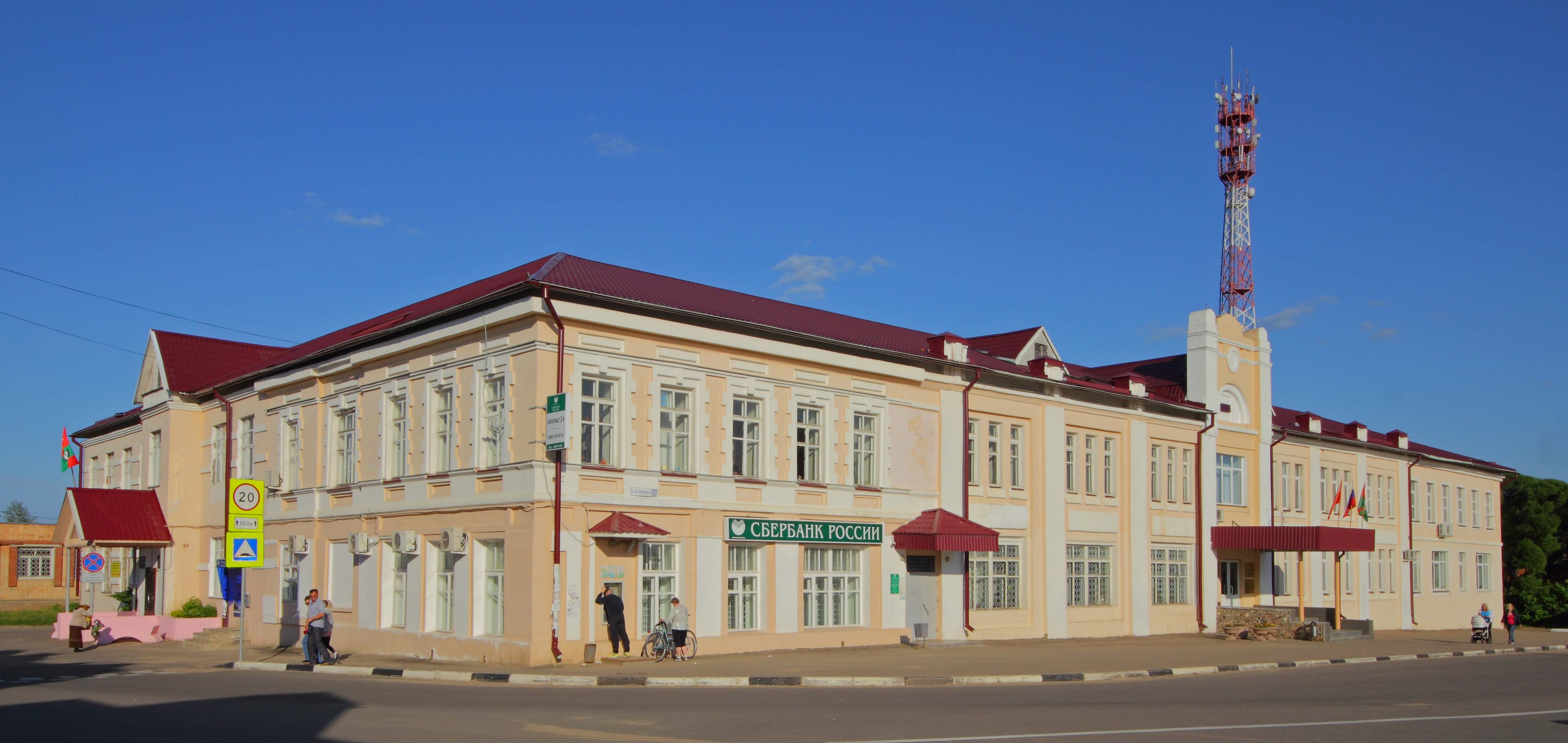
Edificio de la administración de Táldom

Táldom fue fundada en 1677. En el siglo XIX se convirtió en un centro de la industria zapatera. Recibió el estatus de ciudad en 1918. Fue la primera ciudad en ser rebautizada como Léninsk en honor del dirigente de la Unión Soviética Vladímir Lenin, que aún estaba vivo. En 1929 la ciudad recuperó su nombre original.

## Demografía
| 1897  | 1926  | 1939  | 1959   | 1970   | 1979   | 1989   | 2002   | 2008   |
| ----- | ----- | ----- | ------ | ------ | ------ | ------ | ------ | ------ |
| 1 200 | 6 000 | 9 900 | 10 400 | 11 900 | 13 100 | 14 410 | 13 334 | 12 635 |

## Cultura y lugares de interés
Ni la catedral ni el casco antiguo de Táldom, con sus casas de madera y edificios eclesiásticos, sufrieron destrucción en la Segunda Guerra Mundial, por lo que han llegado a la actualidad bien preservados relativamente. En los alrededores se encuentra la antigua finca Spas-Ugol, conocida por ser el lugar de nacimiento del autor Mijaíl Saltykov-Shchedrín, y hoy convertida en museo dedicado a su persona.
Asimismo, cerca de la ciudad se encuentra una de las más potentes estaciones de radio del mundo, de onda larga que transmite a una frecuencia de 261 kHz con una potencia de 2.500 kilovatios. La altura de la antena transmisora es de 275 m. Los programas de Radio de Rusia y Yunost (Juventud) son emitidos desde aquí.